# Токарский, Александр Ардалионович
Александр Ардалионович Токарский (1852, Санкт-Петербург — 16 октября 1917, Саратов) — присяжный поверенный, депутат Государственной думы I созыва от Саратова.

## Биография
Из дворян, но его род не был внесён в родословные книги. Детство прошло в селе Баланде. Окончил Саратовскую гимназию. В 1874 г. окончил юридический факультет Петербургского университета со званием кандидат прав. С 21 декабря 1874 г. по 6 марта 1876 г. был помощником у адвоката В. Д. Спасовича Петербургской Судебной Палаты. В марте 1876 г. на основании определения общего собрания отделений Саратовского окружного суда был принят помощником присяжного поверенного, а в феврале 1880 г. — присяжным поверенным округа Саратовской Судебной Палаты. В 1876 г. переехал в Саратов.
В июле — октябре 1889 года тесно общался с вернувшимся из ссылки в Саратов Н. Г. Чернышевским, о чём оставил воспоминания.
Выступал как адвокат о холерных беспорядках в Саратовской губернии, вёл большое количество дел по так называемым «чумным бунтам», аграрным волнениям и политическим делам. В декабре 1898 г. один из организаторов комиссии присяжных поверенных при Саратовском окружном суде, член этой комиссии. В 1905—1917 годах — член Совета присяжных поверенных округа Саратовской Судебной Палаты, начиная с его первого состава. Один из организаторов саратовской группы политических защитников «Молодая адвокатура». Председатель Общества вспомоществования недостаточным молодым людям, стремящимся к высшему образованию. Гласный Саратовской городской думы. Был членом 30 культурно-просветительских обществ в Саратове, во многих из них был учредителем или состоял председателем. Председатель саратовской губернской группы «Союза освобождения». Возглавлял Саратовский губернский комитет Конституционно-демократической партии.
17 апреля 1906 г. избран в Государственную думу I созыва от съезда городских избирателей. Вошёл в Конституционно-демократическую фракцию. Член комиссий: об исследовании незаконных действий должностных лиц (председатель), продовольственной. Подписал законопроект «42-х» по аграрному вопросу и законопроект «О гражданском равенстве». Докладчик по вопросу о Белостокском погроме. Выступал в прениях по ответному адресу, аграрному вопросу, о Белостокском погроме.
10 июля 1906 года в г. Выборге подписал «Выборгское воззвание» и осуждён по ст. 129, ч. 1, п. п. 51 и 3 Уголовного Уложения, приговорён к 3 месяцам тюрьмы и лишён права быть избранным.
После Февральской революции 1917 вошёл в губернский исполнительный комитет, как представитель общественных организаций, позднее гласный Саратовской городской думы и член судебной палаты. 26 — 29 марта 1917 на губернском съезде временных исполнительных комитетов был избран председателем губернского исполнительного комитета, летом (в конце июля — начале августа) сложил полномочия. 1 июля 1917 г. приказом Министерства юстиции Временного правительства «определён на службу членом Саратовской Судебной Палаты», но из-за болезни к обязанностям не приступил. Выдвинут кандидатом в депутаты Учредительного собрания по Саратовскому округу. Политическая позиция в этот период — «народный социалист».

## Семья
Его младший брат — Ардалион (1859—1901), известный психолог и психиатр (на выбор профессии повлияла длительная и тяжёлая душевная болезнь матери), был приват-доцентом Московского университета, действительным членом Психологического общества; совместно с С. С. Корсаковым организовал при психологической клинике экспериментальную психологическую лабораторию.

## Сочинения
- Токарский А. А. Н. Г. Чернышевский. (По личным воспоминаниям). [Вступит, статья, подгот. текста и коммент. Б. И. Лазерсон] // Н. Г. Чернышевский в воспоминаниях современников. В 2-х т. — Т. 2. — Саратов, 1959, — С. 328—356. Указ. имен: С. 395—420.